# 청주경씨 시조묘역
청주경씨 시조묘역은 충청북도 청주시 상당구에 있다. 2016년 3월 18일 청주시의 향토유적 제148호로 지정되었다.

## 개요
고려시대 청주호족 중의 하나인 청주경씨의 시조 묘역은 청주지역의 세거 성씨와 인물을 연구하는데 사료적 가치가 있다.